# ミッキーとミニー マジカルアドベンチャー2
『ミッキーとミニー マジカルアドベンチャー2』は、1994年10月に日本のカプコンから北米にて発売されたスーパーファミコン用横スクロールアクションゲーム。日本では同年11月11日に発売された。日本国外版のタイトルは『The Great Circus Mystery Starring Mickey & Minnie』。
同社のスーパーファミコン用ソフト『ミッキーのマジカルアドベンチャー』（1992年）の続編で、主人公であるディズニーキャラクターのミッキーマウスおよびミニーマウスを操作し、サーカス場を荒らしたピート男爵の野望を阻止する事を目的としている。
開発はカプコンが行い、スタッフは前作から引き続きプロデューサーはノア・ダッドレー、プログラムは篠原雅嗣が担当した他、音楽はスーパーファミコン用ソフト『ロックマンX』（1993年）を手掛けた友澤眞が担当している。
同年にメガドライブに移植され、カプコンが同ハードで発売した最後のソフトとなった。また2003年にゲームボーイアドバンス用ソフトとして『ミッキーとミニーのマジカルクエスト2』のタイトルで発売された。

## ゲーム内容

### システム
本作では新たにミニーを操作できるようになり、二人同時プレイが実装された。また、パスワードコンティニューに対応した。

### コスチューム
使用できるコスチュームもノーマル以外は一新された。プレイヤーは計4種のコスチュームを使い分けて冒険を進めていく。ミッキーとミニーは使用するコスチュームのデザインがそれぞれ異なるが、性能は一緒である。
ノーマル（Stage1～）
おなじみの赤いズボンのミッキーと、水玉ワンピースのミニーのコスチュームで、最初から操作できる。上に重なった時に「馬跳び」をしてダメージを与えたり、ブロックや気絶した敵を持って投げる事が可能。特に今作では物を持てるのはこのコスチュームのみ。
スイーパー（Stage1～）
大きな掃除機を持った掃除夫さんのコスチュームで、サーカスを調べていたドナルドからもらえる。掃除機で敵を吸い込んでコインにできる。コインは銀色と金色の2種類があり、金色のコイン1枚は銀色のコイン5枚分に相当する。基本的に強い敵の方が金色のコインを出せる可能性が高い。また、障害物を動かしたり炎を消したり特定のボスキャラのオブジェクトやキャラそのものも吸いこめる。反面物を持てず、直接ダメージを与えられるのは馬跳びアクションのみ。掃除機を使用するごとに残量ゲージが減少する。ステージクリアや電池アイテムで回復可能。
レンジャー（Stage2～）
大きなフックを持った探検家のコスチューム。フックを使用して壁を登ったりブロックに引っ掛けたりできる。斜めに下がったロープやオブジェクトにぶら下がる事で勢いよく滑降できる。物を持つ事はできず、攻撃手段は馬跳びによる踏みつけのみ。
カウボーイ・カウガール（Stage3～）
西部劇風の出で立ちにおもちゃのコルク銃と木馬を持つ。乗っている木馬は常に小さく飛び跳ねており、小さな段差などは横移動だけで越えられるが、基本的に精密なアクションは苦手。ピストルからコルクの弾を放ち、敵を攻撃できる。また、ボタンを一定時間長押しし続け、離すとダッシュし、その間無敵状態になる。このコスチュームのときはジャンプ力が他のコスチュームのときより上がる。スイーパーと同様コルクにも残量ゲージが存在し、コルク銃アイテムで回復可能である。また、長押しによるダッシュは無制限に使える。

## 設定

### ストーリー
仲間達とサーカス見物を約束していたが遅刻してしまったミッキーとミニー。トボトボと出てきたグーフィーに遅刻を謝罪するが、どうも様子がおかしい。グーフィー曰く、サーカス場は何者かの手によってめちゃくちゃに荒らされてしまったという。調査の為に冒険を始める2人だったが、おばけ屋敷のおばけ達二人の話によれば、サーカスやおばけ屋敷を荒らした犯人はピート男爵だったのだ。このままではこの世界がピート男爵によって支配されてしまう。ミッキーとミニーの二人はピート男爵の野望を打ち破るためにピート城へと向かう。

### ステージ構成
1ステージ 荒らされたサーカス（中ボス：ジャグラーイタチ　大ボス：ライオン団長）
先に訪れていたグーフィーの言葉通り、サーカスはめちゃくちゃに荒らされていた。ピエロ型のモンスターやびっくり箱などのザコ敵と戦う。途中ドナルドダックと接触し、各種ブロックとスイーパーが使用可能になる。
2ステージ ジャングルの奥へ（中ボス：カメくん　大ボス：ゴリラくん）
ツタが生い茂り、巨大なカメやゴリラが敵として出現するステージ。ここでおばけ達からのレンジャーのコスチュームを貰える。また、このステージから隠し扉でクララベル・カウのアイテムショップに行けるようになる。
3ステージ おばけ屋敷で大さわぎ（中ボス：ピクチャーピート　大ボス：ゴーストピート）
おばけに保護されていたプルートと再会する。ここでおばけ達からのカウボーイ・カウガールのコスチュームを貰える。ザコ敵は多くがおばけである。
4ステージ 洞くつの中で（中ボス：ダダダイタチ　大ボス：恐竜くんwith背ビレくん）
おばけ屋敷を脱出する際に誤って落ちてしまった地下のステージ。化石が多く、骨を足場にする機会が多いのが特徴。敵はアリ・アンモナイトのような貝のモンスターが中心である。
5ステージ 氷原をこえて（中ボス：氷像イタチ　大ボス：クラウドーン）
タイトル通り足場が凍っているため移動が困難なステージ。ザコ敵も氷を擬人化したものが中心である。
6ステージ ピート城へ（中ボス：ジャグラーイタチ、ピクチャーピート　大ボス：ピート男爵、ドラゴンピート）
最終ステージ。鉄球・大砲など罠が非常に多い。ラストで待ち受けるピート男爵を倒すと、その真の姿が現れる。

## 移植版
| No. | タイトル                                                                                   | 発売日                                     | 対応機種               | 開発元                                                                                   | 発売元   | メディア                 | 型式                                   | 備考             | Ref.  |
| --- | ------------------------------------------------------------------------------------------ | ------------------------------------------ | ---------------------- | ---------------------------------------------------------------------------------------- | -------- | ------------------------ | -------------------------------------- | ---------------- | ----- |
| 1   | ミッキーとミニー マジカルアドベンチャー2 The Great Circus Mystery Starring Mickey & Minnie | 1994年12月16日 1995年1月                   | メガドライブ           | カプコン                                                                                 | カプコン | ロムカセット             | T-12063 T-12076                        |                  |       |
| 2   | ミッキーとミニーのマジカルクエスト2 Disney's Magical Quest 2 Starring Mickey and Minnie    | 2003年7月18日 2003年8月28日 2003年11月12日 | ゲームボーイアドバンス | カプコン第三開発部 クラインコンピュータエンターテインメント ディズニー・インタラクティブ | カプコン | 32メガビットロムカセット | AGB-A29J-JPN AGB-AQMP-EUR AGB-AQME-USA | 通信ケーブル対応 | [ 1 ] |

## スタッフ
スーパーファミコン版
- プロデューサー：ノア・ダッドレー
- アシスタント・プロデューサー：ゲーリー・グレイパー
- ライセンシング・マネージャー：スー・フューラー
- プログラム：篠原雅嗣
- 音楽：友澤眞

ゲームボーイアドバンス版
- カプコン
  - プロデューサー：三並達也、竹下博信
  - アシスタント・プロデューサー：松川美苗
  - ディレクター：ひわだゆうすけ
  - グラフィック・デザイナー：BUPPO（小林美穂）
  - プログラマー：にしがきけんいち、やまぐちこうへい、まえだのりお、ありたけんいち、おだまさひろ、あずましんご、ながはまみつひろ、ひこのたくや
  - サウンド・デザイナー：ありさかちひろ
  - スペシャル・サンクス：KUBORIN（久掘啓次）、篠原雅嗣
- ディズニー・インタラクティブ
  - プロデューサー：遠藤智三
  - シニア・プロデューサー：山本恵美子
  - キャラクター・アート、ディレクター：ジョン・ローター
  - ローカリゼーション・マネージャー：石岡その子
  - ローカリゼーション・マネージャーEMEA：キャサライン・デュペロン
  - スペシャル・サンクス：ロイ・E・ディズニー、グラハム・ホッパー、ダン・ウィンターズ、サンジーヴ・ランバ、パトリック・ラーキン

## 評価
スーパーファミコン版
ゲーム誌『ファミコン通信』の「クロスレビュー」では、6・8・7・5の合計26点（満40点）、『ファミリーコンピュータMagazine』の読者投票による「ゲーム通信簿」での評価は以下の通りとなっており、21.2点（満30点）となっている。
| 項目 | キャラクタ | 音楽 | お買得度 | 操作性 | 熱中度 | オリジナリティ | 総合 |
| 得点 | 3.9        | 3.5  | 3.2      | 3.8    | 3.5    | 3.4            | 21.2 |
メガドライブ版
- ゲーム誌『ファミコン通信』の「クロスレビュー」では、7・6・6・8の合計27点（満40点）、『メガドライブFAN』の読者投票による「ゲーム通信簿」での評価は以下の通りとなっており、20.6点（満30点）となっている。

| 項目 | キャラクタ | 音楽 | お買得度 | 操作性 | 熱中度 | オリジナリティ | 総合 |
| 得点 | 4.0        | 3.4  | 3.2      | 3.7    | 3.2    | 3.0            | 20.6 |
- ゲーム本『メガドライブ大全』（2004年、太田出版）では、スーパーファミコン版とほぼ同内容である事を指摘した上で、ステージ毎にコスチュームを変更する事で主人公の能力が変化する事に関して「変化に富んだ良作といえるだろう」と肯定的に評価した。

メガドライブ版
- ゲーム誌『ファミコン通信』の「クロスレビュー」では合計24点（満40点）となっている。